# Bernhardinus de Moor

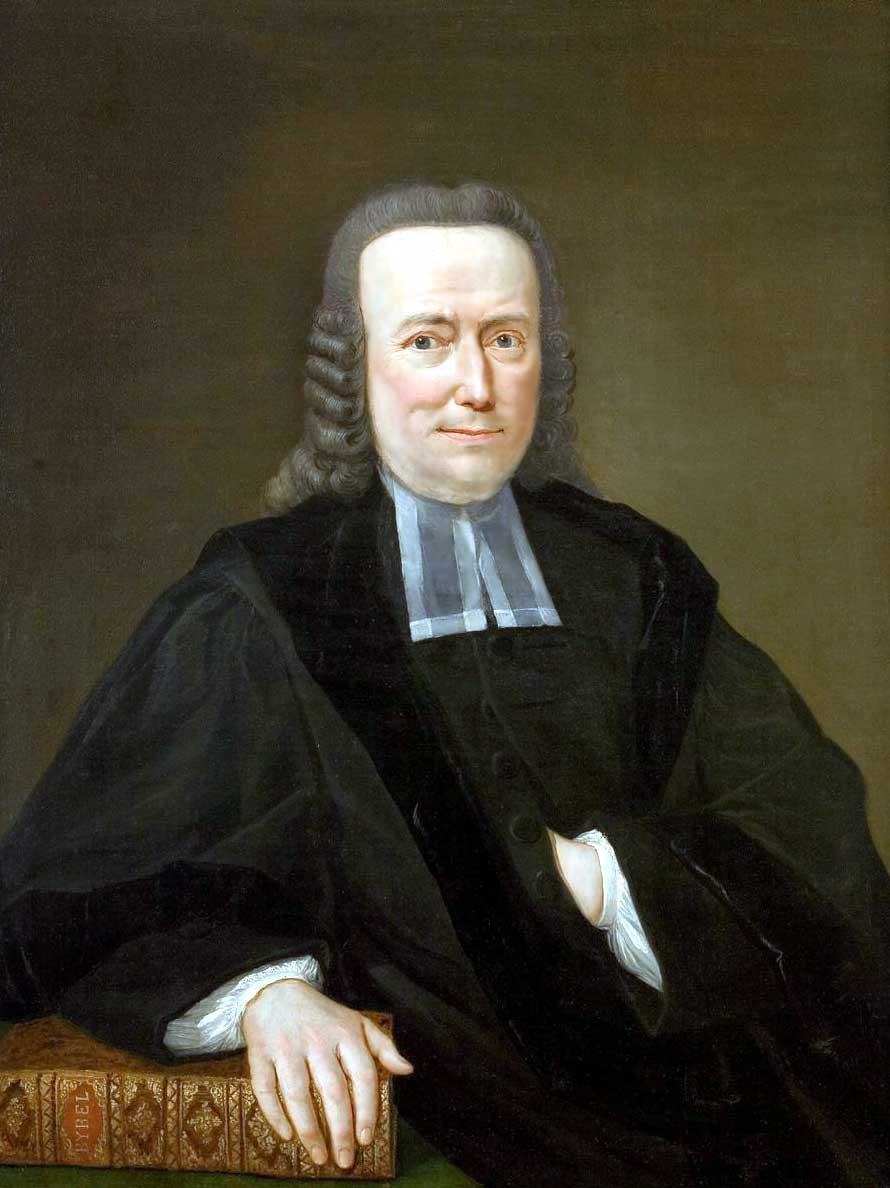
Bernhardinus de Moor

Bernhardinus de Moor auch: Bernhard de Moor (* 29. Januar 1709 in Maassluis; † 18. Juli 1780 in Gouda) war ein niederländischer reformierter Theologe.

## Leben
Der Sohn des Predigers Bernhardinus de Moor (* 11. August 1671 in Gouda, begr. 3. April 1743 in Gouda) und dessen zweite Frau Maria de Jongh (* Maassluis, begr. 11. November 1750 in Gouda), besuchte die Lateinschule in Gouda, wo sein Vater als Pfarrer wirkte. Sein Großvater war der Professor der Medizin an der Universität Groningen und Harderwijk Bartolomeus de Moor (1649–1724). 1726 nahm er an der Universität Leiden ein Studium der Theologie in Angriff, wobei Johannes a Marck und Johannes Wessel seine prägenden Lehrer wurden. 1730 setzte er dieses an der Universität Utrecht fort wo Johann van den Honert, Johannes Ens, Hieronymus Simons van Alphen und David Mill an der theologischen Fakultät lehrten. Er entwickelte sich zu ein Vertreter der orthodoxen reformierten theologischen Richtung des Gisbert Voetius.
Im Februar 1732 hatte er in Ingen ein Pfarramt erhalten. Am 13. Juni 1734 wechselte er auf die Pfarrstelle in Broek in Waterland. Während jener Zeit hatte er seine theologischen Studien fortgesetzt. Als Höhepunkt derselben dürfte seine am 25. September 1736 in Leiden unter Wessel mit der Arbeit Dissertatio περί χαιρων άναψύξεως erfolgte Promotion zum Doktor der Theologie gewesen sein. Nachdem er am 26. Oktober 1738 ein Pfarramt in Oost-Zaandam und 1743 in Enkhuizen übernommen hatte, berief man ihn am 11. März 1744 als Professor der Theologie an die Universität Franeker. Bevor er dort seine Einführungsrede halten konnte, erfolgte am 7. April 1745 eine erneute Berufung an die Universität Leiden.
Dort hielt er am 21. Juni 1745 seine Antrittsrede de imperfecta ecclesiae militant is felicitate. Hier lehrte er Dogmatik, Exegese und Kirchengeschichte. In Leiden beteiligte er sich auch an den organisatorischen Aufgaben der Hochschule und war 1756/57 Rektor der Alma Mater, welches Amt er mit der Rede de eo, quod nimium est in scientia theologica niederlegte. Am 19. April wurde er aus seiner Professur emeritiert und hinterließ eine Stiftung von 4000 Gulden als Unterstützung für Studenten aus Litauen. Seine letzte Lebenszeit verbrachte er in Gouda.

## Familie
Moor hatte sich am 18. September 1748 in Leiden mit Alida Friderica Montanus (get. 6. Mai 1717, Culemborg, † 1768 in Leiden, begr. 14. Juni 1768 in Utrecht), der Tochter des Pfarrers in Culemborg Fridericus Montanus (* 4. März 1667 in Utrecht; † 20. Januar 1740) und dessen Frau Anna Cornelia Blom († 6. November 1758) verheiratet.

## Werke
- Disputatio de justitia vindicativa Deo essentiali. Leiden 1730.
- Dissertatio περί χαιρων άναψύξεως ad locum Acta III, 19. Leiden 1736.
- Afscheidsrede in de Gorcumsche Synode. Gorcum 1737.
- Levi's leeramt en offerwerk. Vreemde boulieden in des Heeren tempel. De priesterlijke zegen. Des Heeren Thummim en Urim, of intree- en af scheidsredenen over Deut. XXXIII, 10, Maleachi IV, 4, 5. 6, Zach. VI, 15, Num. VI, 22, 27 en Deut. XXIII, 8a, uitgesproken voor de gemeenten van Ingen, Broek in Waterland en Oostsaandam. Amsterdam 1739.
- Afscheidsrede van Enkhuysen en eerste akademische kerkrede te Franeker, over Hand. XIV, 23, en I Cor. III, 2-15. Franeker 1745.
- Oratio de imperfecta ecclesiae militant is felicitate. Leiden 1745.
- Inwijdings redevoering over den onvolmaakten Gelukstaat der strijdende kerk op aarde. Leiden 1745.
- B. Hulsius, Een Christelijk gebed tot God Almachtig voor het vaderland in de kerke in deze oorlogstijden, ter gelegenheyd van weekelijksche Bede-uuren met een aanprijzing van den heer B.d.M. Leiden 1747.
- Gedachtenis, zo van zynen dienst in verscheide gemeintens, in intree- en af scheids-redenen, als van des Heeren oordelen en zegeningen over het land of byzondere steden, in verscheide leer-redenen. Leiden 1752.
- Paulus opgetrokken in den derden hemel, en van den Satan met vuysten geslagen; of twee leer-redenen over 2 Cor. XII.2-4, met een voorbericht aangaande de Samenspraken der hemellingen van Jacob Groenewegen. Leiden 1753.
- Het kort begrip en de zekere vastigheid der apostolische leere; van Petrus voorgestelt in het eerste hoofdstuk van zijnen Tweeden Algemeinen Zendbrief. Nader verklaart en betoogt. Leiden 1756.
- Oratio de eo quod nimium est in scientia theological. Leiden 1757.
- Commentarius perpetuus in Joh. Marckii Compendium theologiae christianae didactico-elencticum. Leiden 1761–1778, 7. Bde.
- Aanmerkingen op de Orde des Heils, volgens welke Godt aan byzondere menschen Zijne zaligmakende genade schenkt, door D. Kleman. Leiden 1775.
- Leydens ontzet gevierd op den jaarlijksche Dankdag in 't jaar 1746 en herdrukt ter gelegenheid van den twee hondersten verjaardag dier gebeurtenis. Leiden 1774.
- Oudeen nieuwe dingen, of Leer-redenen, beide uit het Oude en Nieuwe Testament; ter gedachtenisse van zynen predikdienst der gemeinte nagelaten. Leiden 1779.